# روی بکت
روی بکت (انگلیسی: Roy Beckett؛ 20 March 1928 – ۱۱ سپتامبر ۲۰۰۸ ( ۸۰ ساله )) بازیکن فوتبال اهل بریتانیا بود.
از باشگاه‌هایی که در آن بازی کرده‌است می‌توان به باشگاه فوتبال استوک سیتی و باشگاه فوتبال نورتویچ ویکتوریا اشاره کرد.